# Ring-A-Ding Girl
Chansons représentant le Royaume-Uni au Concours Eurovision de la chanson
Are You Sure?
(1961) Say Wonderful Things
(1963)
Ring-A-Ding Girl  est la chanson représentant le Royaume-Uni au Concours Eurovision de la chanson 1962. Elle est interprétée par Ronnie Carroll.
La chanson britannique est la treizième de la soirée, suivant Ne pali svetla u sumrak interprétée par Lola Novaković pour la Yougoslavie et précédant Petit bonhomme interprétée par Camillo Felgen pour le Luxembourg.
À la fin des votes, Ring-A-Ding Girl obtient 10 points et prend la quatrième place sur seize participants.
À sa sortie, la chanson se place à la 46e place des ventes de singles.